# Артузов Артур Християнович
Артузов (Фраучі) Артур Християнович (1891–1937) — діяч ВЧК — ОГПУ — НКВД. Один із засновників органів держбезпеки і розвідки, корпусний комісар (1935).
Народився в селі Устиново Тверської губернії в сім'ї італійського підприємця. З дитинства Артузов був знайомий з революціонерами-більшовиками Михайлом Кедровим і Миколою Подвойським, які були частими гостями в будинку Фраучі, так як були одружені з сестрами матері. Мати — Августа Августівна була естонсько-латиського походження, а один з її дідів був шотландець.
Артур з відзнакою закінчив Петербурзький політехнічний інститут, по закінченні якого деякий час працював інженером-проектувальником. У грудні 1917 року Артур Фраучі вступає в партію більшовиків. З грудня 1917 по березень 1918 працює секретарем Ревізійної комісії Наркомату по військових справах республіки в Вологді і Архангельську, а з березня по серпень 1918 був начальником партизанського загону призовників на Північному фронті. У цей період Артур Фраучі отримав своє друге прізвище — Артузов, під якою увійшов в історію радянської контррозвідки і розвідки.

## Дати біографії
- січень 1919 — особливоуповноважений Особливого відділу ВНК
- 1920 — під час радянсько-польської війни успішно ліквідував польську шпигунську мережу, яка діяла на території РРФСР
- січень 1921 — помічник начальника Особливого відділу ВНК
- липень 1921 — заступник начальника Особливого відділу ВЧК — ОДПУ РРФСР
- липень 1922 — начальник контррозвідувального відділу (КРВ) ОДПУ СРСР. Артузов керував великими операціями «Трест» і «Синдикат-2», а також декількома десятками інших
- 1927 — за сумісництвом 2-й помічник начальника Секретно-оперативного управління ОДПУ Генріха Ягоди, в листопаді звільнений від роботи в КРВ. Працював у СОУ ОГПУ
- 1930 — заступник начальника Іноземного відділу (ІНВ)
- 1931 — начальник ІНВ і член колегії ОДПУ СРСР
- травень 1934 — за сумісництвом на посаді заступника начальника IV (розвідувального) управління Штабу РСЧА Яна Берзіна
- 1935 — робота в Розвідувальному управлінні Штабу РСЧА.

Під керівництвом Артузова працювали такі знамениті розвідники як Шандор Радо, Ріхард Зорге, Ян Черняк, Рудольф Гернштадт, Хаджі-Умар Мамсуров
- 11 січня 1937 — звільнений від роботи в Розвідуправлінні і направлений на роботу в НКВС, де був призначений на посаду наукового співробітника в архівний відділ
- 13 травня 1937 — арешт
- 21 серпня 1937 — розстріляний на полігоні НКВС Комунарка.